# Cole Hocker
Cole Hocker (født 6. juni 2001) er en amerikansk atletikatlet, der konkurrerer i mellem- og langdistanceløb.
Hocker kom på sjettepladsen i 1.500 meter ved OL i 2020. Ved indendørs-VM i atletik i 2024 tog han sølv på samme distance.
Hocker vandt overraskende guld i 1500 m ved sommer-OL 2024. Efter at nordmanden Jakob Ingebrigtsen satte fart på, kom Hocker stærkt til sidst og spurtede forbi Josh Kerr på indersiden. Hocker vandt igen i en olympisk rekord på 3:27.65, næsten tre sekunder bedre end hans tidligere personlige rekord over distancen.